# Лудин
Лу́дин (укр. Лудин) — село в Устилугской городской общине Владимирского района Волынской области Украины.
Население по переписи 2001 года составляет 565 человек. Почтовый индекс — 44732. Телефонный код — 3342. Занимает площадь 1,3 км².